# Ryuta Kawashima
Ryuta Kawashima (Japans: 川島隆太, Kawashima Ryūta) (Chiba, 23 mei 1959) is een hoogleraar aan de Universiteit van Tohoku in Japan en een vooraanstaand neuroloog. Hij is gespecialiseerd in de functionaliteit van verschillende onderdelen in de hersenen. Hij is vooral bekend van de populaire Brain Training games voor op de Nintendo DS.

## Levensloop
In de jaren 70 begon hij te studeren aan de Universiteit van Tohoku. Daar studeerde hij ook af. Daarna voltooide hij een onderzoeksprogramma aan de geneeskundige Universiteit van Tohoku. Hij was een gastonderzoeker aan het Karolinska Instituut in Zweden. 
Later is hij teruggegaan naar de Universiteit van Tohoku. Daar werd hij eerst junior-hoogleraar, vervolgens assistent-hoogleraar en uiteindelijk hoogleraar.
In Japan is hij een voormalig lid van de Nationale Raad op het gebied van taal en cultuur, en is heel beroemd in Japan.

## Publicaties
In 1994 schreef hij 'Train Your Brain: 60 Days To A Better Brain'. Het was een groot succes in Japan en toen het wereldwijd gepubliceerd werd, is het 2,5 miljoen keer over de toonbank gegaan. Dit boek werd later naar de DS gebracht, als 'Brain Training', waarvan er nu al twee vervolgen op zijn.